# 邵桂芳 (道光进士)
邵桂芳，字詵一，號丹山，甘肅慶陽府寧州人，清朝政治人物、同進士出身。

## 生平
其早年受業于邵華清、謝長年、廖鴻荃、李煌。鄉試第四十七名中舉；道光十五年，會試中式第二百六十八名，殿試第三甲第一百四十一名，登进士。后授蘭州府教授。